# Volksmissie
Een volksmissie is een enkele dagen tot twee weken durende periode van zeer intensieve prediking en biechtafname binnen een parochie onder leiding van bezoekende priesters. Tot ver in de 20e eeuw vonden er volksmissies plaats. Dit gebeurde op uitnodiging van de plaatselijke geestelijkheid wanneer zij versterking van het roomse geloof en de goede zeden noodzakelijk vond. Meest bekend om hun volksmissies waren de paters Redemptoristen, actief in Limburg en Brabant, maar ook andere religieuze orden konden worden ingeschakeld.
De volksmissie, een soort schoktherapie, maakt deel uit van het geheel aan missionaire activiteiten van de Rooms-Katholieke Kerk. Volksmissies vonden plaats in reeds katholieke gebieden; het moet onderscheiden worden van de missie onder niet-christenen in overzeese gebieden (kerstening).

## De preek
De volksmissie kende een systematisch programma, met als fundament een serie zeer intensieve preken, waarin werd gehamerd op de beoefening van de christelijke deugden. De parochianen waren door hun pastoors erop voorbereid. De paters arriveerden op een zaterdag en trokken dan in processie naar de kerk. Onder de paters waren de taken verdeeld. Een pater was speciaal belast met de avondpreek, een 'donderpreek', waarbij iedereen geacht werd aanwezig te zijn. In de ochtend vonden onderrichtingen plaats over de tien geboden, de manier van biechten, bidden en sociale omgang. 's Middags waren er gebedsoefeningen voor aparte groepen zoals voor jongens, voor meisjes, voor getrouwde vrouwen, voor weduwen en voor gehuwde mannen.

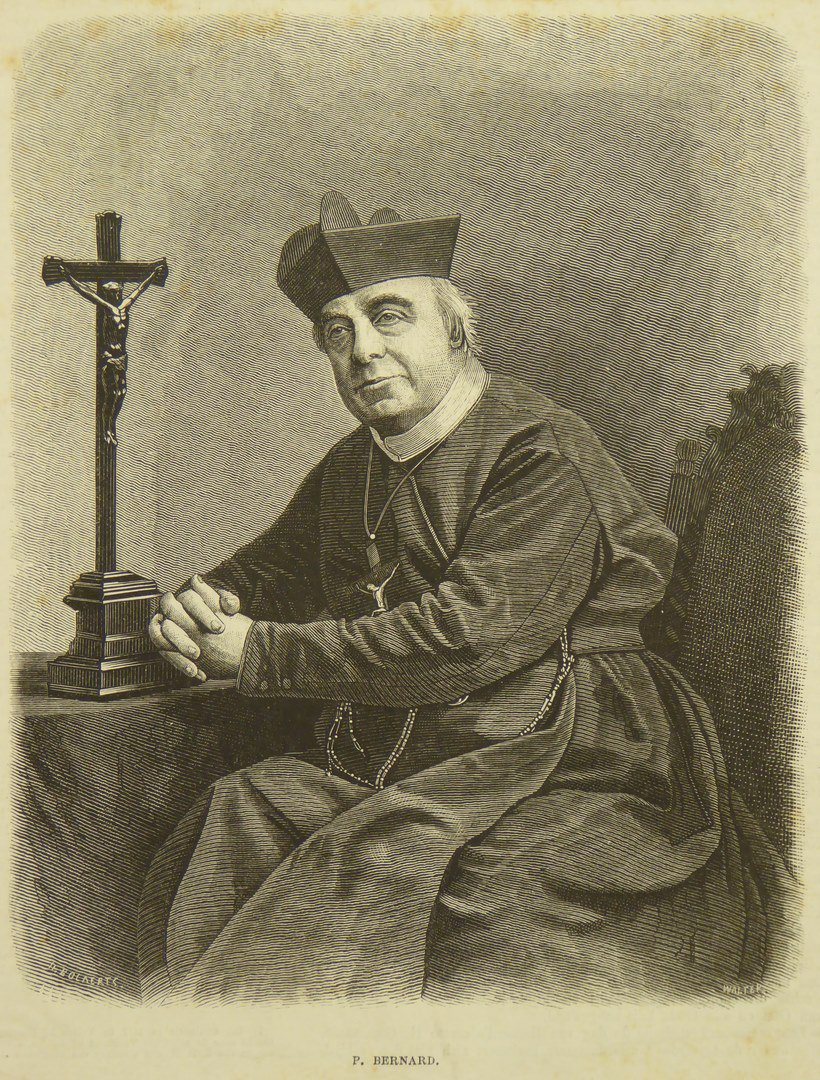
Volksmissionaris Bernard Hafkenscheidt

De serie preken volgde een bepaald patroon: de eerste preken gingen over doodzonden, de hel en het laatste oordeel. Daarop volgden preken en onderrichtingen over specifieke zonden, zoals onkuisheid en dronkenschap, vloeken en het lezen van slechte lectuur. In de laatste fase van een volksmissie waren de preken milder van aard en behandelden dan het 'godvruchtige leven'. Daarna werd aan de inwoners de pauselijke zegen gegeven. De redemptoristen waren hiertoe gemachtigd.
De preken (predikatiën) speelden in op intellect en gevoel, waren demagogisch en werden dramatisch gebracht. Bij de missies van de redemptoristen in de eerste helft van de 19e eeuw werd er tijdens de preek soms een kruis de kerk ingegooid. De pater riep dan woorden als: "Vertrapt Hem! Wie durft de Verlosser te vertrappen!". Sommige mensen werd het daarop te machtig. De preken mochten dan ook niet langer dan een uur duren. Een beroemd prediker uit die tijd was de redemptorist Bernard Hafkenscheidt (1807-1865). Nieuwsgierig en met vrees zag men uit naar zijn komst. Hij was zo gevierd dat er een concurrentieslag woedde onder de parochies wie hem voor een volksmissie kon contracteren. Prullaria met zijn beeltenis erop waren in menig huiskamer te vinden.

## De biecht
Ook wat betreft de biecht was het programma doordacht. In de eerste fase van een volksmissie werden de mensen voorbereid op de biecht en in de tweede helft werden de zonden vergeven. De geestelijken uit de parochie werden zo min mogelijk ingeschakeld bij het biechthoren. Men ging ervan uit dat de bevolking bij vreemde priesters gemakkelijker haar zonden kon biechten. Als er te weinig missiepaters waren voor het afnemen van de biecht werden er geestelijken van buiten de parochie aangetrokken. De paters vergaven gemakkelijk zonden, wat wel als vreemd kon worden ervaren na de eerdere donderpreken. Pas als iedereen gebiecht had was de missie echt geslaagd. De biecht had de betekenis van een zuiverings-ritueel voor een hele streek of plaats.

## Sociale druk
De sociale druk om deel te nemen aan de volksmissie was groot. De notabelen moesten hierbij het goede voorbeeld geven. Het kerkgebouw was soms te klein en er werd nauwlettend op toegezien dat iedereen de heilige communie ontving. Aan het slot van een volksmissie werd vaak opgeroepen lid te worden van broederschappen of genootschappen, zoals die van het Heilig Hart, van de Heilige Familie of de Mariabroederschappen. De volksmissies versterkten zo de openbare katholieke geloofsbeleving en vormden, althans in Nederland, een statement richting de overheid en andere gezindten. De volksmissie en de genootschappen waren belangrijke instrumenten in het katholieke beschavingsoffensief. De redemptoristen waren de vroege exponenten van het 'blijde rooms leven' dat in de 20e eeuw zijn hoogtepunt zou krijgen. De greep van de katholieke kerk op het maatschappelijk gebeuren werd hierdoor versterkt.

## Na de missie
Na een volksmissie, dus na het vertrek van de missionarissen (missiepaters) uit een parochie moest de sfeer van bezieling zo veel mogelijk in stand gehouden worden. Daarvoor werden dan bijvoorbeeld herdenkingsmunten geslagen of Mariaprentjes afgedrukt. In het gebed kon Maria, als ‘de Moeder der volharding’, om steun gevraagd worden bij het volhouden van de goede voornemens. Ook werd soms een groot missiekruis neergezet in of vlak voor de kerk ter herinnering aan de volksmissie en het hernieuwde geloof.
De effecten van een volksmissie bij de bevolking zijn moeilijk concreet te maken. Na een volksmissie werd aanvankelijk vaker gebeden (de 'rozenkrans'), meer ter communie gegaan en meer gebiecht. Maar dat doofde ook weer uit. Volksmissies werden daarom met enige regelmaat herhaald, doorgaans om de zeven jaar.
De Hilvarenbeekse onderwijzer Jan Naaijkens herinnert zich de volksmissie als het dieptepunt in het Roomse dorpsleven van zijn jeugd: 'Als de moraal van de gelovigen zo laag gezonken was dat de parochiegeestelijkheid tot radeloosheid verviel, werden er hulptroepen ingeschakeld. Het was draaglijk als het Capucijnen waren. Die beseften dat niemand zonder zonde is, zijzelf inbegrepen. Maar de gelovigen verkilden tot op het bot als de Redemptoristen aantraden. Die preekten plastisch en suggestief, over de dood, het oordeel, de hemel en de hel. 'Spiegelt u, o spiegelt u aan de onkuisaard. Hij stapte uit zijn bed, het slaapkamermatje gleed uit, hij stortte achterover en de darmen puilden uit zijn lijf!' En: 'Wie van ons zal de eerste zijn?' Maar de ingreep was effectief: de biechtstoelen werden bestormd en negen maanden daarna werden er opvallend veel kinderen geboren.'

## Tijdschrift
Van 1879 tot 1951 gaven de Redemptoristen een 'godsdienstig maandschrift' uit genaamd "De Volksmissionaris" (drukkerij Romen & zonen, Roermond). Dit tijdschrift besteedde veel aandacht aan de missie onder niet-christelijke volkeren en met name haar eigen missionarissen daarin actief.